# Boubacar Barry
Nezaměňovat s guinejsko-německým fotbalistou narozeným roku 1996 se shodným jménem Boubacar Barry (1996).
Boubacar „Copa“ Barry (* 30. prosince 1979, Marcory) je fotbalový brankář z Pobřeží slonoviny, hráč klubu KSC Lokeren. Nastupuje i za fotbalovou reprezentaci Pobřeží slonoviny.
Mimo Pobřeží slonoviny hrál ve Francii a Belgii.

## Klubová kariéra
Boubacar Barry hrál ve své zemi v klubu ASEC Mimosas. V roce 2001 zamířil do Evropy do francouzského celku Stade Rennais FC, kde se vyvíjel vedle brankářů Petra Čecha a Bernarda Lamy. V létě 2003 se přesunul do Belgie, kde chytal nejprve v klubu KSK Beveren a od roku 2007 v KSC Lokeren.

## Reprezentační kariéra
V A-mužstvu Pobřeží slonoviny debutoval 18. 6. 2000 v kvalifikačním zápase proti Tunisku (remíza 2:2).
Zúčastnil se Mistrovství světa 2006 v Německu a Mistrovství světa 2010 v Jihoafrické republice.

Hrál i na Mistrovství světa 2014 v Brazílii, kde reprezentace Pobřeží slonoviny vypadla v základní skupině C.
Na Africkém poháru národů v roce 2012 se s reprezentací dostal až do finále proti Zambii, zápas skončil 0:0 po prodloužení. V penaltovém rozstřelu jeho tým podlehl 7:8 a africkým šampionem se stala Zambie.

Zúčastnil se mj. i Afrického poháru národů 2015 v Rovníkové Guineji. Na turnaji byl náhradníkem, ale ve finále proti Ghaně se stal hrdinou zápasu a pomohl získat zlaté medaile. Utkání se po výsledku 0:0 rozhodovalo v penaltovém rozstřelu, skončilo poměrem 9:8. V 11. sérii kopů šli na penalty oba brankáři, Barry nejprve chytil střelu svého protivníka Razaka (ještě předtím zneškodnil pokus Acquaha) a poté svůj pokus proměnil.